# Accidente del Antonov An-74 de la Fuerza Aérea del Ejército de Liberación Popular de Laos

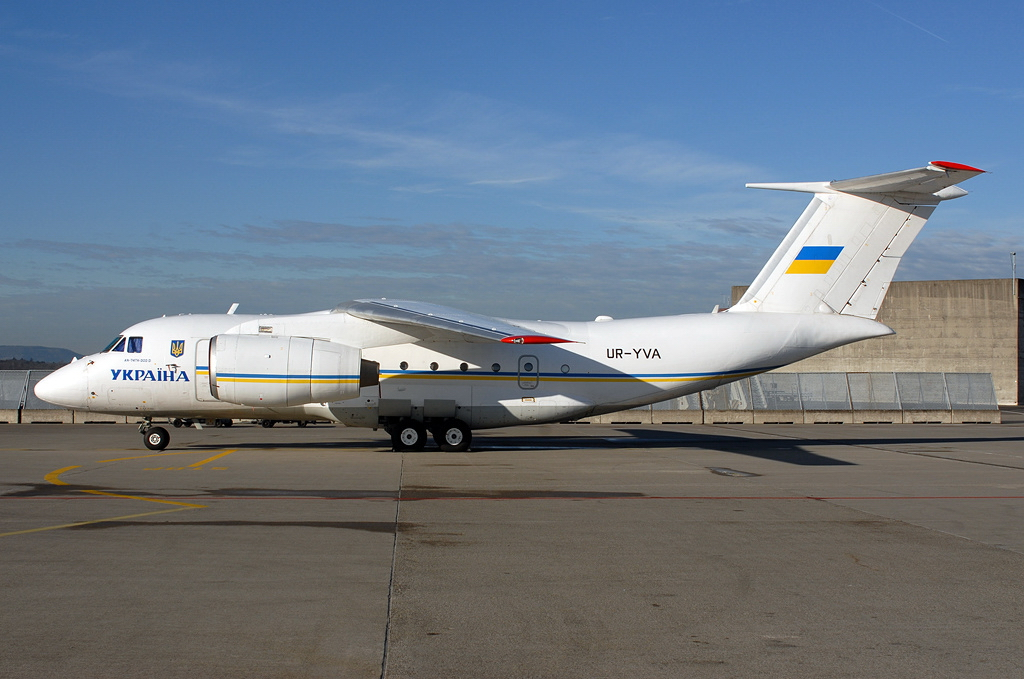
Un Antonov 74TK-300 similar a la aeronave accidentada

El 17 de mayo de 2014, un avión Antonov An-74 de la Fuerza Aérea del Ejército de Liberación Popular de Laos se estrelló en el norte de Laos, mientras se dirigía a la provincia de Xiangkhoang. El accidente ocurrió alrededor de las 6:30 a. m. (UTC).

## Antecedentes
El avión Antonov An-74, manufacturado por Antónov en el año 2009, del Ejército de Liberación Popular de la Fuerza Aérea de Lao inscrito como RDPL-34020 o AN-74TK-300 el cual llevaba altos funcionarios, quienes estaban en su camino hacia asistir a una ceremonia para celebrar el aniversario 55 de la segunda división del Ejército Popular de Lao. Incluido en el número de víctimas está el ministro de Defensa Douangchay Phichit y el Secretariado del Comité Central del Partido, Cheuang Sombounkhanh. Además del ministro de Defensa, el ministro de Seguridad Pública, el alcalde de Vientián, el ministro adjunto de Asuntos Culturales, y otros funcionarios estaban en el avión.

## Accidente
Alrededor de las 06:15 6:30, o 7:00 hora local del 17 de mayo de 2014, a 1.500 metros (4.900 pies) o 2.000 metros (6.600 pies) en el destino hacia Xiang Khouang, el Xieng Khouang Airport, el avión se estrelló en Nadee, Xiang Khouang, a 500 kilómetros (310 millas) desde donde despegó en Vientián, en el Aeropuerto Internacional Wattay.

### Pasajeros
Los informes iniciales sugieren que hubo catorce pasajeros, pero informes posteriores dieron la cifra de veinte a bordo en el momento del accidente, sólo tres han sobrevivido, según fuentes oficiales: los pasajeros notables incluyeron a:
- Soukanh Mahalath, gobernador de Vientián.[6]
- Douangchay Phichit, El vice primer ministro, ministro de Defensa.[9]
- Thongbanh Sengaphone, Ministro de Seguridad Pública.[6]
- Cheuang Sombounkhanh, Secretariado del Comité Central del Partido.[6]

Aunque los nombres de los supervivientes aún no han sido publicados, una fuente de noticias de Tailandia dijo que el copiloto, una enfermera, y otra persona habían sobrevivido. El secretario permanente del Ministerio de Defensa de Tailandia dijo que el ministro de Defensa de Laos y otras cuatro personas habían muerto, y un testigo también dijo que el ministro de Defensa, había muerto, y dio la cifra de catorce muertes.

## Reacciones
La muerte de "posiblemente las dos personas más poderosas en el aparato de seguridad" se informó a ser un golpe significativo al partido comunista en el poder. Después del accidente, la ceremonia fue cancelada.